# 最後の審判の三連祭壇画 (ウィーン美術アカデミー)
『最後の審判の三連祭壇画』（さいごのしんぱんのさんれんさいだんが、独: Weltgerichtstriptychon、英: The Last Judgment）は、初期フランドル派の画家ヒエロニムス・ボスが1482年頃に制作した三連祭壇画である。油彩。ヒエロニムス・ボスの最も有名な絵画の1つで、主題はキリスト教の終末論である最後の審判から取られている。現在はウィーン美術アカデミーに所蔵されている。中央パネルのみのヴァリアントがロンドンのエヴァンズ・コレクションに、ブルッヘのグルーニング美術館に異なるバージョンが所蔵されている。

## 作品
発注者や制作経緯については不明である。中央パネルの主題は最後の審判であり、両翼はそれぞれエデンの園と地獄を描いている。中央パネルのサイズは164 x 127cm、両翼はそれぞれ164 x 60cmである。地獄の描写はアイルランドの修道士による死後の世界の旅行記『トゥンダロスの幻想』の影響を受けたことが指摘されている。画面構成は『快楽の園』および『乾草車』と類似しており、いずれも両翼にエデンの園と地獄の描写を配置している。16世紀から17世紀にかけて数度にわたって塗り直され、ヒエロニムス・ボスの筆致を確認するのは困難である。

### 両翼パネル

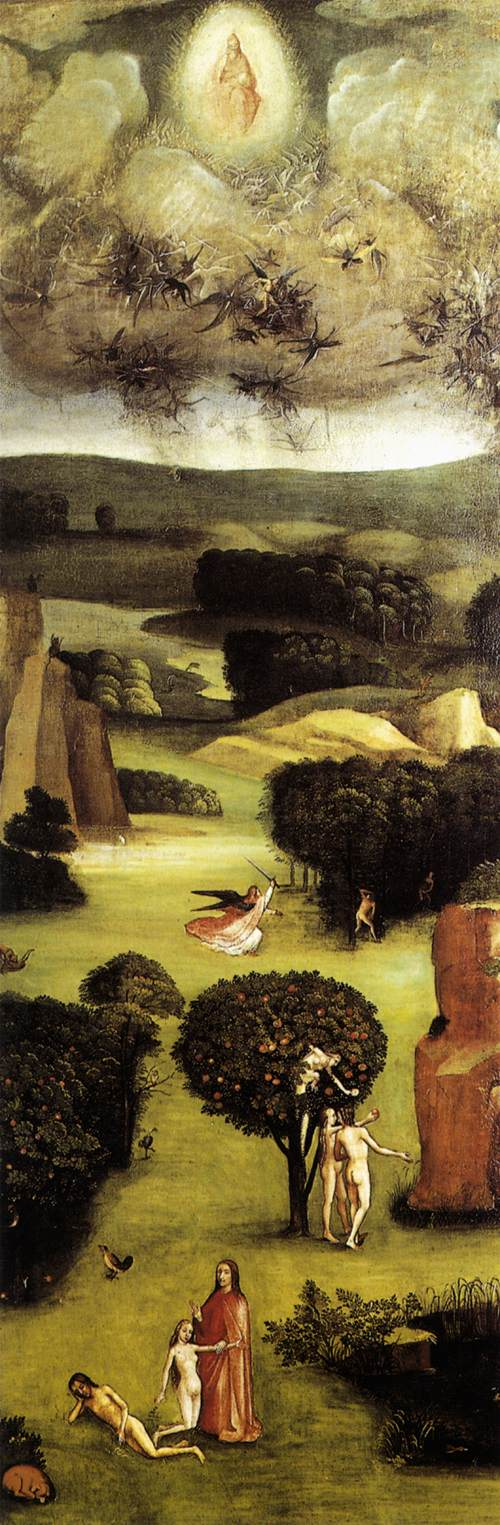
左翼パネル。

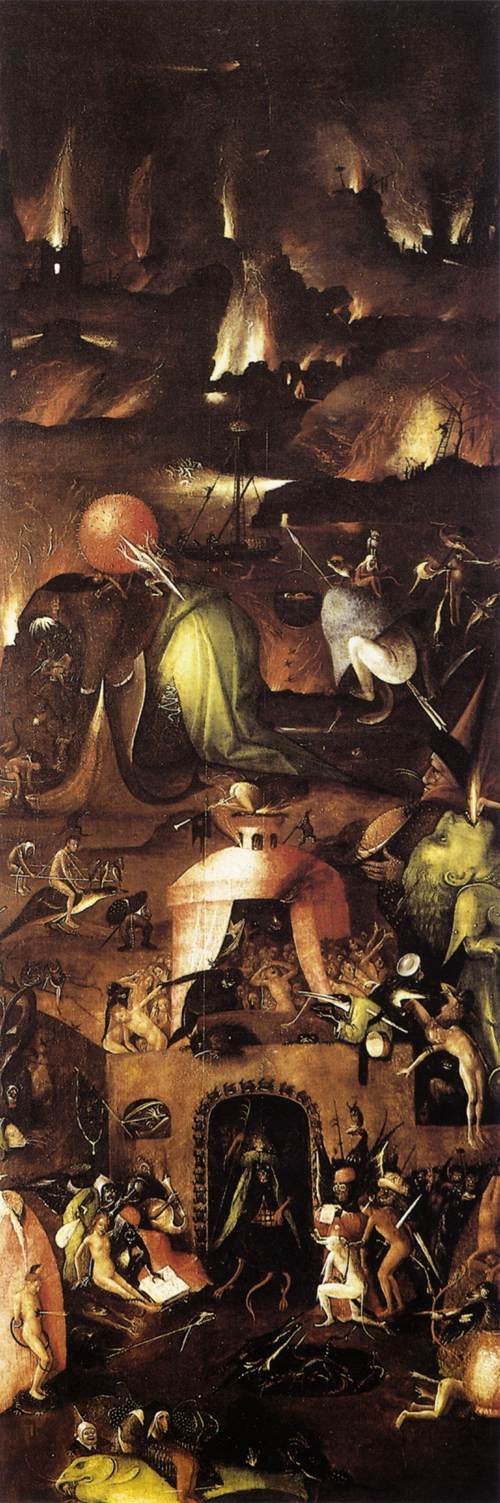
右翼パネル。

#### 左翼パネル
左翼パネルは4つの異なるエピソードが異時同図法的に描かれているが、その内容は『乾草車』の左翼パネルと同じであり、反逆天使の天国からの追放と、『旧約聖書』「創世記」で語られているエデンの園でのアダムとイヴの創造、原罪、楽園追放である。ただし描かれている順番が『乾草車』とは異なっており、画面の上から順に反逆天使、楽園追放、原罪、そして画面下の最前景にアダムとイヴの創造が描れている（『乾草車』では反逆天使、アダムとイヴの創造、原罪、楽園追放）。楽園追放ではアダムとイヴは剣を振り上げた大天使によって鬱蒼とした深い森の中に追放されている。このように1つの画面に反逆天使とアダムとイヴの物語を描いた画家はヒエロニムス・ボスが最初であると言われている。しかしこの2つの主題は聖アウグスティヌスの『神の国』をはじめ、中世の初期から文学、演劇、神学において一連のものとして語られており、ボスは正統思想に基づいて描いている。

#### 右翼パネル
右翼パネルでは地獄で責め苦を受ける罪人の魂が描かれている。その様子は中央パネルの描写と同じであるかのように見えるが、実際にはボスはいくつかの描写によって両者を区別している。画面下の中央に描かれている悪魔は地獄の領主サタンであり、別の悪魔によって罪人たちの罪状が読み上げられている。またそのすぐ上の赤いテントでは罪人たちの魂が一か所に集められて罰を受け、みな一様に激しく苦しんでいる。背景では多くの場所で赤い炎が燃え上がり、それが遠方まで続いている。

### 中央パネル

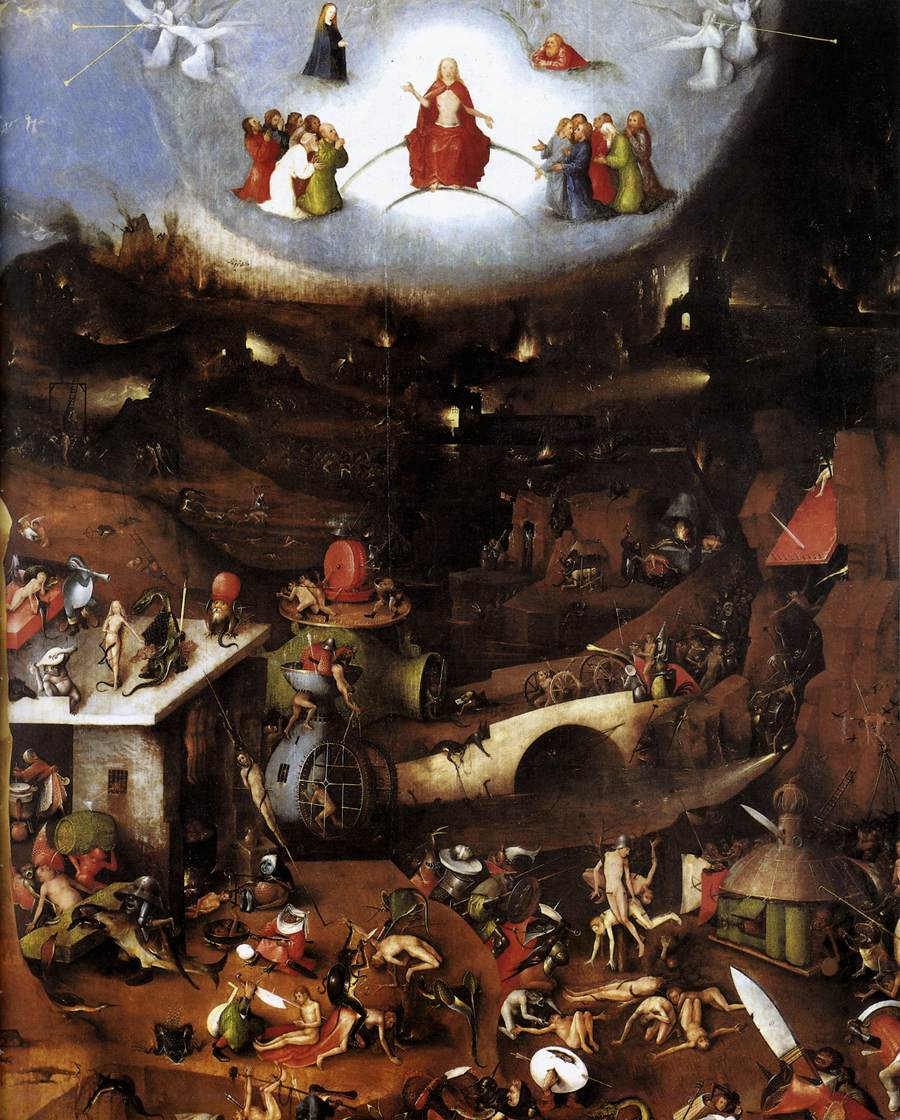
中央パネル。

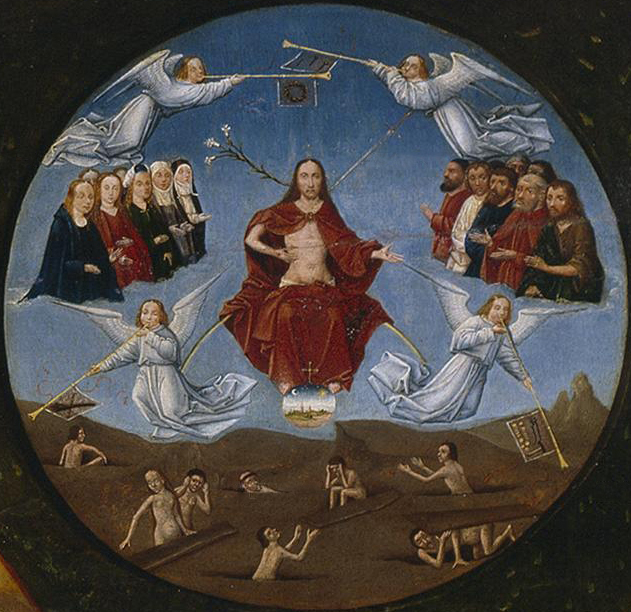
ボスの『七つの大罪と四終』に描かれた「最後の審判」。ここでは蘇った死者が地下から這い出す様子が描写されている。

ボスは最後の審判の聖なる法廷の下で罰せられる罪人たちを描いている。キリストは裁判官として雲の上に座している。キリストは左右に12使徒、聖母マリア、父なる神を伴っており、さらに4人の御使いが最後の審判を知らせるトランペットを吹き鳴らしている。その下では暗い荒野が広がり、罪人たちは様々な姿の悪魔たちから拷問を受けている。彼らは吊るされ、縛られ、刺され、切り刻まれて、石臼で引き潰され、煮られ、焼かれ、炒められている。ある者は悪魔の鍛冶師によって足の裏に蹄鉄を打ちつけられ、あるいは強制的に労働させられている。またある者は樹木の枝で四肢を刺し貫かれている。ボスはこれらの様々な拷問の描写の中に七つの大罪、傲慢（Pride）、強欲（Greed）、嫉妬（Envy）、憤怒（Wrath）、色欲（Lust）、暴食（Gluttony）、怠惰（Sloth）として知られる致命的な罪を潜ませている。画面左下の胸を指し貫かれている男のように、罪人たちのうち何人かは救いを求めて手を合わせている。また画面左端の中景では1人の罪人が金髪の天使によって救い出されている。

### 解釈
ボスの最後の審判の描写はそれまでの伝統的な図像と大きく異なっている。主題の重要な要素である聖なる法廷は画面上部の約4分の1を占めているに過ぎず、大地から死者が蘇る描写がなく、救われた者の魂と呪われた者の魂の選別の描写もなされていない。そこで美術史家ルードヴィヒ・フォン・バルダスやパトリック・リューテルスヴェルド（Patrik Reuterswärd）は中央パネルで描かれている場所を地獄と見なし、カール・リンフェルト（Carl Linfert）はボスは地上なのか地獄なのか明確にしなかったと考えた。ボス以前の北方ルネサンス絵画では、地獄はサタンである怪物の口や塔によって表され、その中に罪人たちの魂が閉じ込められて罰を受ける描写がされており、実際にボスも本作品の右翼パネルや『乾草車』で同様の描写を行っている。しかし本作品の中央パネルでは地獄を表すシンボルはどこにも見られない。D・バックス（D. Bax）は審判が終わった後であり、悪魔たちは呪われた者を地獄に連行する前から罰しているのだと考えた。これに続いてロジャー・マレイニッセン（Roger Marijnissen）やウォルター・サミュエル・ギブソンらは中央パネルは最後の審判が行われた場所とした。確かに画面上部には聖なる法廷が描かれているが、しかしそれならば、死者の蘇りや魂の選別といった伝統的描写がないことは奇異である。特に魂の選別が行われた直後であるならば、通常は救われた者の魂と呪われた者の魂がそれぞれ天使と悪魔によって導かれ、2分しているがそうした描写はない。辛うじて救済されている1人の罪人の姿があるが、それをもって選別の結果と見なすには二次的な描写と言わざるを得ない。

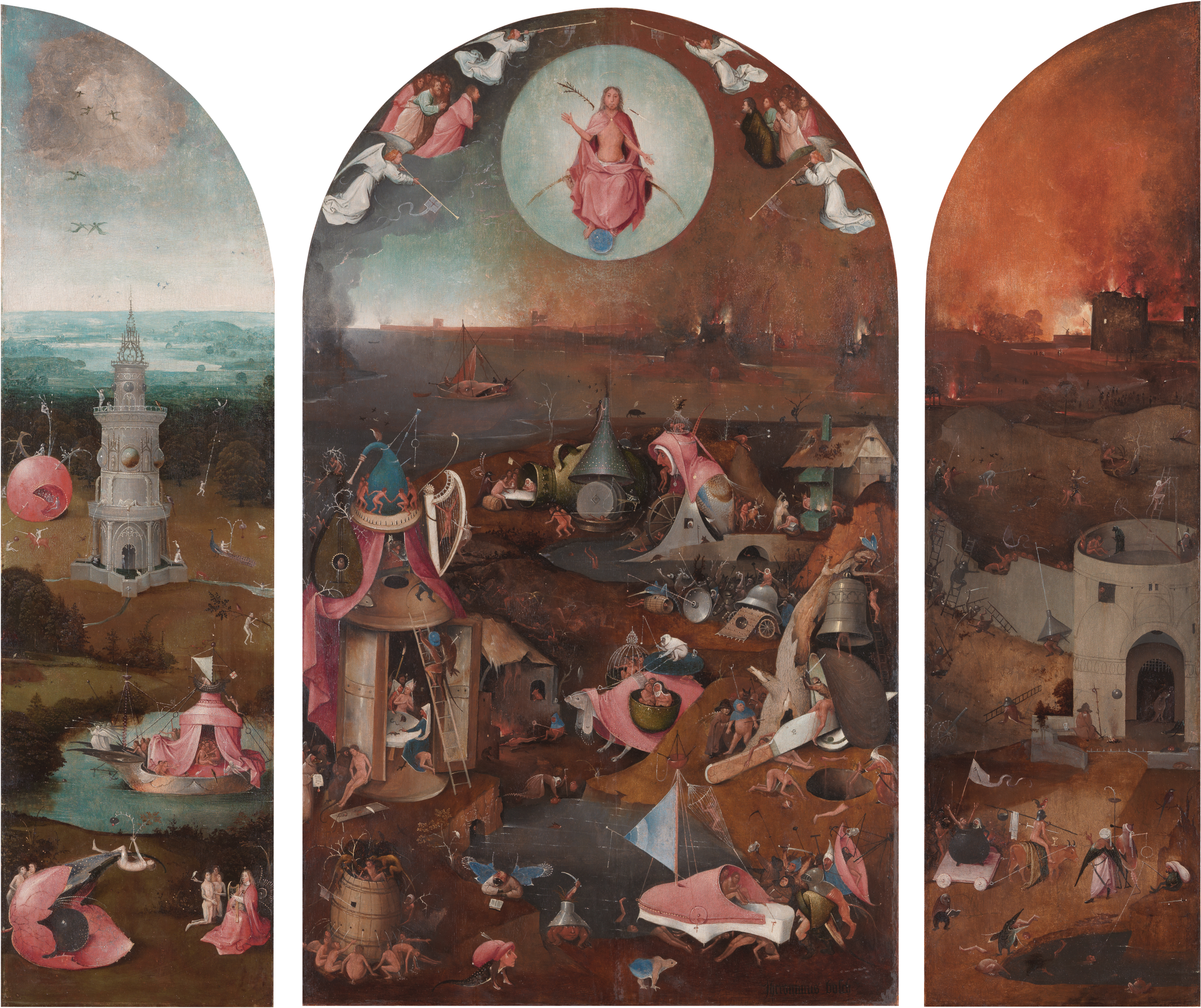
同じくボスの『最後の審判の三連祭壇画』。グルーニング美術館所蔵。

一説によると、中央パネルの描写に説得力ある説明をすることができるのは、マルガレーテ・ポッホ＝カルスとエルンスト・メルテン（Ernst Merten）の煉獄の描写とする主張である。煉獄とは聖アウグスティヌス以降発展した観念で、地獄の1種であり、小罪を犯したが現世で罪の償いを終えていない者が送られる場所と考えられた。煉獄での刑罰は地上のどのようなものよりも苛烈で耐えがたいが、最後の審判が始まるまでの一時的なものであり、刑罰が終わると天使によって救済され、また生者の祈りによって刑期が短縮されるとされた。そこで煉獄の罪人たちは救いを求めて祈るが、大罪を犯した者が送られる場所であり絶対に救われる望みのない地獄では罪人たちはもはや祈らない。かつては浄罪の火によって罪の償いが行われると考えられていたが、煉獄が地獄化するにともない、悪魔の拷問が行われるとされるようになった。すでに過去の研究で本作品と『トゥンダロスの幻想』との関連性が指摘されているが、この物語では地獄を上層（煉獄）と下層（地獄）に分けていることから、中央パネルは上層を描き、右翼パネルは下層を描いていると考えられる。実際にボスは中央パネルと右翼パネルで罰を受ける人々の描写を意図的に変えている。中央パネルでは罪人たちはしばしば祈っているが、それは救われる可能性がある場所（煉獄）であることを示しており、対する地獄を描いた右翼パネルでは罪人たちは祈っていない。また右翼パネルの罪人のような激しい感情表現は中央パネルでは見られない。煉獄では罪人が救われる可能性はあるが、その数は罪人の数に比べて決して多くはなかった。ダンテ・アリギエーリの『神曲』浄罪篇21章では、500年かけて煉獄での罪の償いを終えた1人の罪人が救済された際、山々が鳴動して歌声が響き渡って祝福したと語られている。中央パネルの非常に少ない救済者の数は煉獄の観念と一致している。

### 扉

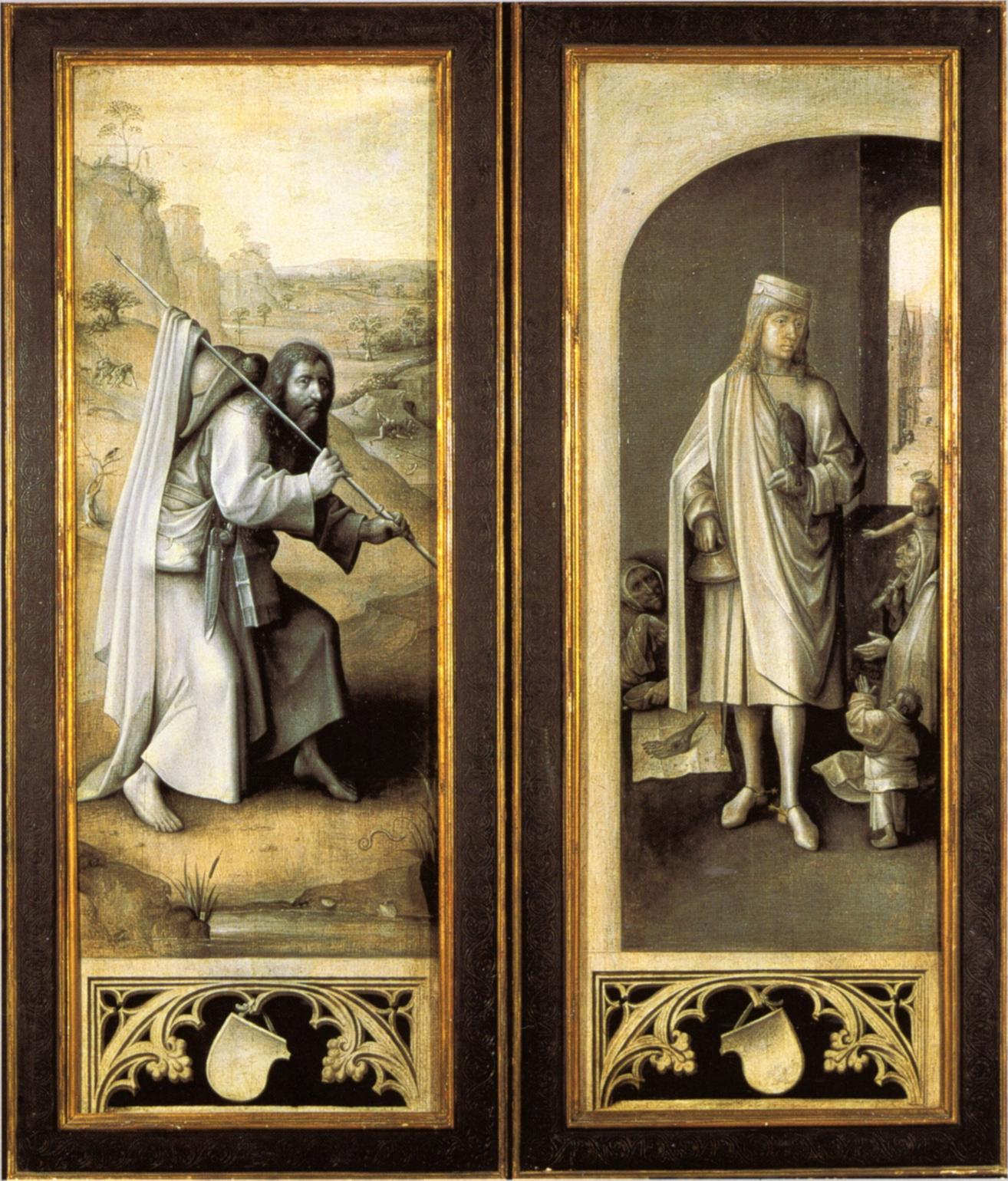
扉。聖ヤコブとヘントの聖バーフが描かれている。

両翼の扉にはテンペラを使ったグリザイユで聖人が描かれている。左側に聖ヤコブ、右側にヘントの聖バーフが描かれている。聖ヤコブはスペインの守護聖人であり、すべての巡礼者を保護するとされ、一方の聖バーフは貧民のために自らの財貨を寄付したヘントの守護聖人である。この点はアトリビュートから明らかであり、聖ヤコブは巡礼者のつばの広いの帽子、マント、杖、そして特徴的なホタテ貝の貝殻を身に着け、また聖バーフは手に隼をとまらせている。聖人図の下に紋章を描き込む場所があるが、どちらも空白になっており、発注者についての情報を提供していない。2人の守護聖人の存在だけが、スペイン領ネーデルラントの統治者であったスペイン・ハプスブルク家と何らかの関係があることを伝えている。

## 来歴
絵画の最古の記録は1659年のオーストリアの大公レオポルト・ヴィルヘルム・フォン・エスターライヒのコレクションの目録である。その後、外交官であり美術コレクターであったアントン・フランツ・デ・パウラ・ランベルク＝シュプリンツェンシュタイン伯爵の膨大なコレクションに加わった。伯爵は1822年に死去するまでウィーン美術アカデミーの理事長を務め、死後に740点におよぶ絵画コレクションの一部として美術アカデミーに遺贈された。

## 複製
ベルリンの絵画館にルーカス・クラナッハによる複製が所蔵されている。

## ギャラリー

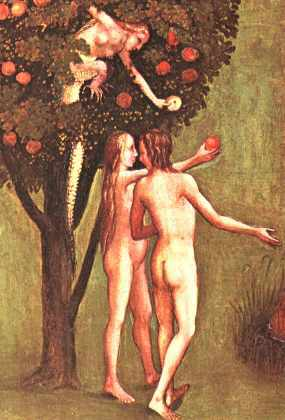
左翼パネルのディテール。アダムとイヴの原罪
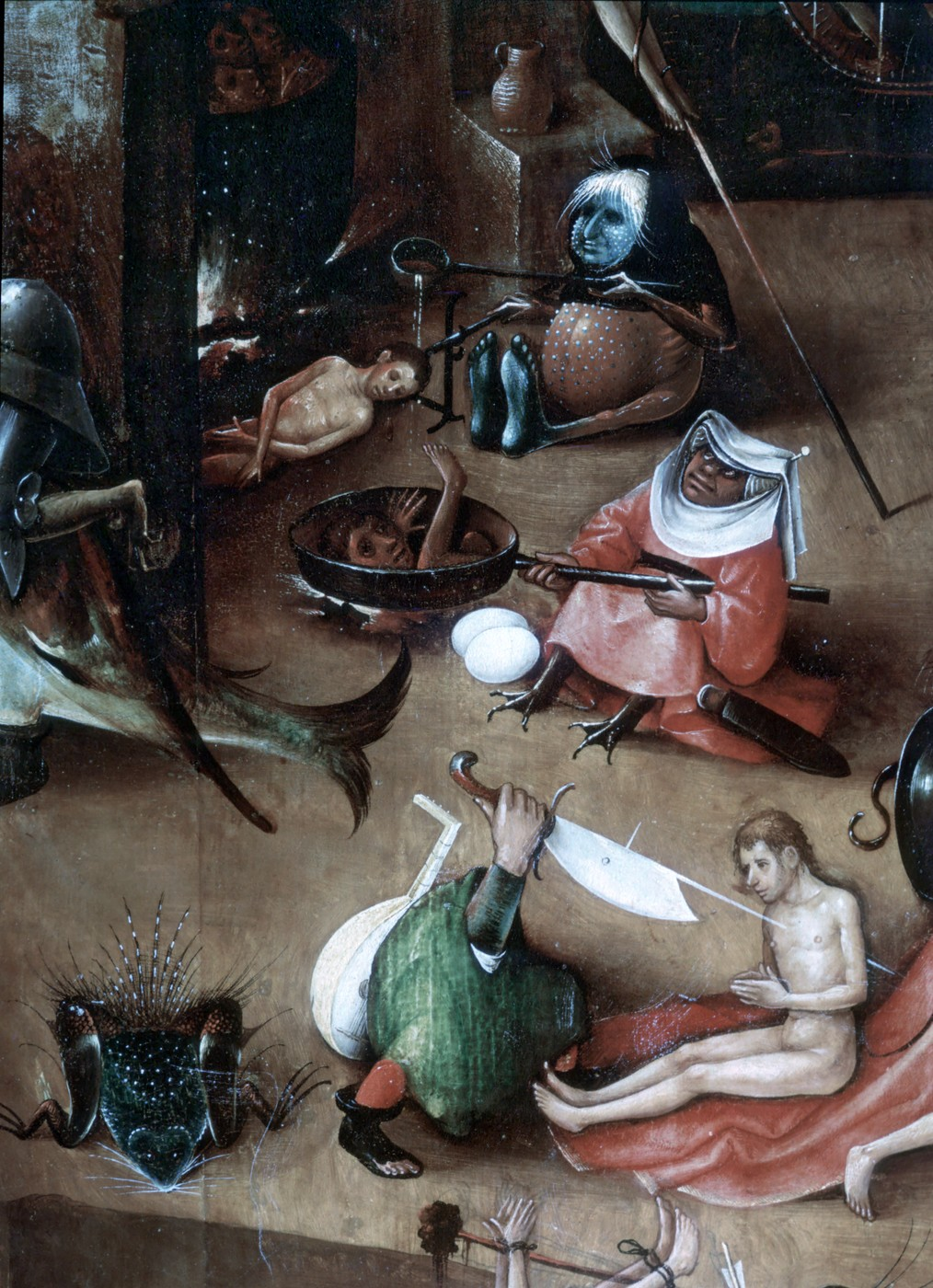
罪人を料理する悪魔たち。ある罪人は救いを求めて手を合わせている
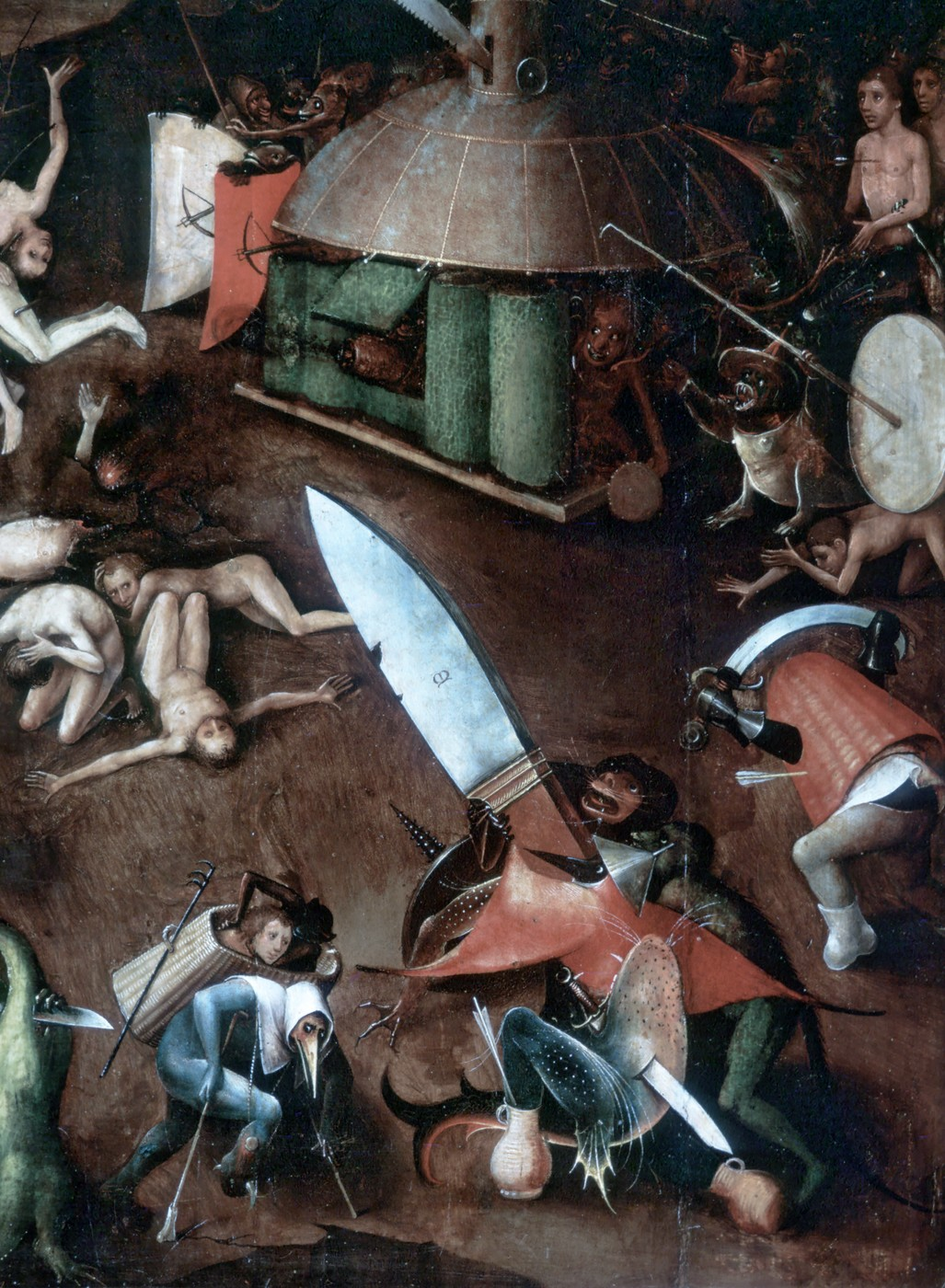
巨大な刃物を持ち上げる悪魔
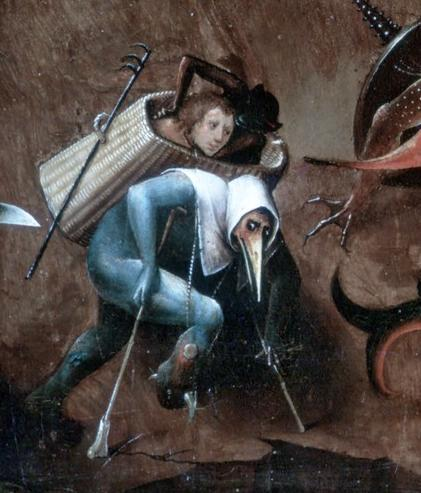
罪人の魂をさらおうとする悪魔

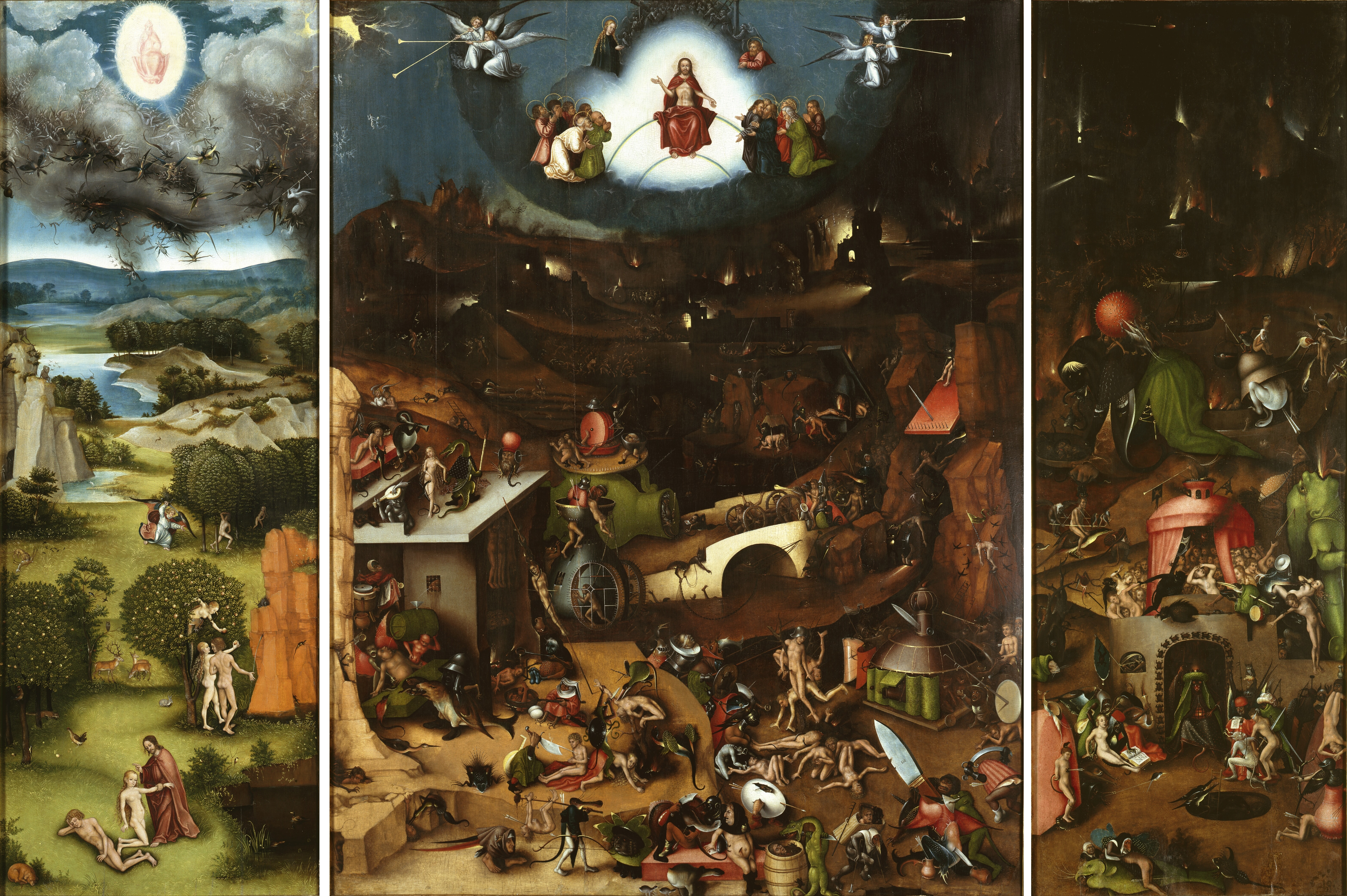
ルーカス・クラナッハによる複製 1524年頃 ベルリンの絵画館所蔵